# František Gabriel
František Gabriel (* 4. ledna 1949 Česká Lípa) je český archeolog, kastelolog a vysokoškolský pedagog.

## Život
V letech 1969–1974 studoval archeologii a dějiny umění na Univerzitě Jana Evangelisty Purkyně v Brně, titul PhDr. získal roku 1983 na Filosofické fakultě Univerzity Karlovy, roku 2003 obhájil disertační práci na Fakultě architektury ČVUT v Praze. Roku 2009 se na ČVUT habilitoval. V letech 1974–1975 působil na expozituře Archeologického ústavu v Mostě a poté nastoupil jako archeolog do Krajského muzea v Teplicích, kde působil do roku 1988. V letech 1988–1990 působil v Projektové a inženýrské organizaci Ministerstva kultury v Praze. Roku 1990 nastoupil do českolipského pracoviště Krajského střediska státní památkové péče a ochrany přírody (pozdější Národní památkový ústav), kde setrval do jeho zrušení roku 2008. V letech 1995–1999 externě spolupracoval s Pedagogickou fakultou Univerzity Jana Evangelisty Purkyně v Ústí nad Labem, tamtéž od roku 2001 působí jako samostatný odborný asistent na Filozofické fakultě. V roce 2013 se stal vedoucím Katedry archeologie Filozofické fakulty Západočeské univerzity v Plzni.
Je členem Společnosti přátel starožitností a Klubu Augusta Sedláčka, jedním ze členů redakční rady sborníku Bezděz a po smrti Tomáše Durdíka byl redaktorem časopisu (dříve sborníku) Castellologica Bohemica. Byl členem spolku Hrádek, který se stará o hrad Helfenburk u Úštěka.

## Dílo (výběrově)
- Archeologická sbírka Okresního muzea v České Lípě, Česká Lípa 1988.
- Archeologická sbírka Okresního muzea v Děčíně, Děčín 1987.
- České Švýcarsko ve středověku, Praha 2006. (spoluautor Vojtěch Vaněk)
- Gotické umění na Děčínsku, Děčín – Litoměřice – Ústí nad Labem – Praha 2014. (spoluautorka Michaela Ottová).
- Helfenburk: hrad pražských arcibiskupů, Dřísy 2011. (spoluautoři Jaroslav Panáček a Kamil Podroužek)
- Helfenburk – svědek čtyř osudů, Úštěk 2016. (spoluautorka Lucie Kursová)
- Hrad Lipý, Praha 1997.
- Hrady okresu Česká Lípa, Praha 2000. (spoluautor Jaroslav Panáček)
- Hrady severních Čech = Castles of North Bohemia, Praha 2009.
- Kostely Úštěcka, svědci středověku, Úštěk 2019. (spoluautorka Lucie Kursová)
- Město Úštěk a jeho dva hrady, Úštěk 2015. (spoluautorka Lucie Kursová)
- Městský hrad Úštěk a jeho sídelní kontext : příkladová studie výzkumu a průzkumu komunitního areálu, Plzeň 2021. (jako vedoucí autorského týmu)
- Skalní sídlo u Sloupu, Praha 2001. (spoluautoři Pavel Zahradník a Kamil Podroužek)
- Slované v severních Čechách, Teplice 1980. (spoluautor Jan Smetana)
- Stavební vývoj záchodů v regionu, Bělá pod Bezdězem 2014. (spoluautor Josef Müller)
- Středověké umění na Českolipsku, Česká Lípa 2012.